# Darapsa lutescens
Darapsa lutescens är en fjärilsart som beskrevs av Clark 1920. Darapsa lutescens ingår i släktet Darapsa och familjen svärmare. Inga underarter finns listade i Catalogue of Life.